# 小行星10207
小行星10207（10207 Comeniana）是一颗绕太阳运转的小行星，为主小行星带小行星。该小行星于1997年8月16日发现。

## 轨道参数
小行星10207的轨道半长轴为2.4118760 UA，离心率为0.084。